# Estación de Andalucía Tech
Andalucía Tech es la estación de cabecera de la línea 1 del Metro de Málaga. Se sitúa en el Bulevar Louis Pasteur en la zona donde se ubica la ampliación del Campus Universitario de Teatinos próxima a las barriadas de Soliva y Los Asperones, en el distrito Teatinos-Universidad de Málaga. Forma parte de los primeros tramos de la red en ser inaugurados el 30 de julio de 2014.